# إيزابيل سي كلارك
إيزابيل سي كلارك (بالإنجليزية: Isabel C. Clarke)‏ (1869 - 13 أبريل 1951)؛ كاتبة للأطفال، كاتِبة وروائية أمريكية.